# 矢板温泉
矢板温泉（やいたおんせん）は、栃木県矢板市（旧国下野国）にある温泉。ここでは矢板市にある温泉・鉱泉を総称して矢板温泉と便宜上称するが、「矢板温泉」という名称は矢板温泉まことの湯の登録商標である。
矢板市の史跡川崎城跡公園の近くに位置し、民間の矢板温泉まことの湯（旧　館の川矢板温泉）と、他に市営の城の湯温泉センター、少し離れて矢板インターチェンジ近くにコリーナ矢板がある。また、市北部高原山麓には日帰り入浴が可能な湯治宿の寺山鉱泉、小滝鉱泉、赤滝鉱泉がある。
それぞれ温泉施設は一軒だけの単独施設である。矢板温泉まことの湯には貸しロッジがある。

## 温泉施設

### 矢板温泉まことの湯
旧:館の川矢板温泉。2010年4月にリニューアルオープンし名称変更。
泉質
- ナトリウム・カルシウム - 硫酸塩・塩化物泉（アルカリ性低張性高温泉）
  - pH:9
  - 色 : 無色透明
  - 臭気 : 無臭
  - 源泉温度 : 76度

効能
- 腰痛、筋肉痛、むち打ち症、五十肩、神経痛、関節痛、皮膚病、創傷、アトピー、やけど、動脈硬化、痛風、婦人病

※効能はその効果を万人に保障するものではない。

### 城の湯温泉センター
泉質

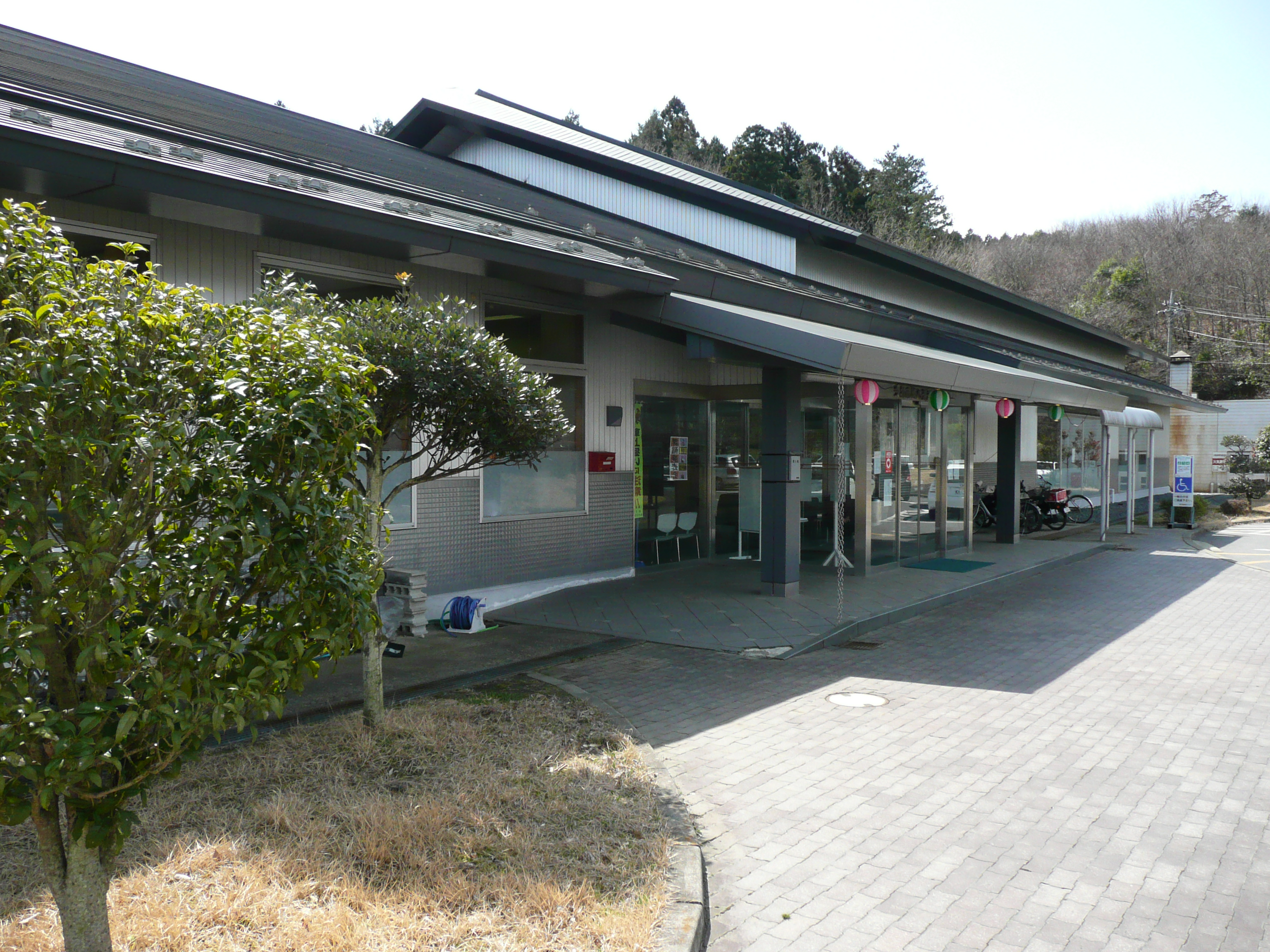
城の湯温泉センター

- ナトリウム－硫酸塩・塩化物泉 （弱アルカリ性低張性高温泉）
  - 色 : ほぼ無色透明
  - 臭気 : 無臭微塩味
  - 源泉温度:73.5℃

効能
- 神経痛、関節痛、うちみ、慢性消化器病、疲労回復、慢性皮膚病、虚弱児童、動脈硬化症

※効能はその効果を万人に保障するものではない。

### コリーナ矢板
1980年代に鉄道弘済会のデベロッパーである弘済建物が開発・分譲した別荘地と、テニスコート・大浴場を併設したリゾートホテル「ホテル コリーナ矢板」からなる地域。弘済建物の特別清算に伴い2007年に地場不動産会社の緑新が経営権を買収。
泉質
- ナトリウム-硫酸塩・塩化物泉
  - pH:8.4
  - 源泉温度:40.1℃
  - 循環・加温・塩素消毒有り

効能
- 神経痛、筋肉痛、五十肩、婦人病、やけどなど

※効能はその効果を万人に保障するものではない。

### 寺山鉱泉
泉質
- 鉄鉱泉（明礬緑礬泉）

効能
- 神経痛、リューマチ、婦人病、胃腸病、糖尿病、アトピー性皮膚炎、その他

アクセス
- 東北自動車道矢板インターチェンジより約20分
- JR東日本矢板駅タクシー約15分

### 小滝鉱泉
泉質
- 弱酸性低張性冷鉱泉

種類：温泉、天然温泉 
効能
- 美肌効果、疲労回復、リウマチ・神経病

アクセス
- 東北自動車道矢板インターチェンジから約30分
- JR東日本矢板駅から小滝鉱泉までの送迎無料・・約25分

### 赤滝鉱泉
泉質
- 含鉄泉

効能
- リウマチ・神経痛・胃腸病ほか

アクセス
- 東北自動車道矢板インターチェンジから約30分
- JR東日本矢板駅タクシー約25分　
  - 1000円にて送迎便あり

家猫がいる

## 歴史
小滝鉱泉は1892年（明治25年）創業、矢板温泉（館の川）1990年（平成2年）湧出、城の湯温泉センター1992年（平成4年）開湯

## アクセス
- 鉄道 : 東北本線矢板駅よりタクシーで約10分。バス便もある。
- 車: 東北自動車道矢板インターチェンジより約10分。
  - 鉱泉宿へのアクセスは、各鉱泉のアクセスを参照